# Montes lunari
Segue una lista dei montes presenti sulla superficie della Luna. La nomenclatura lunare è regolata dall'Unione Astronomica Internazionale; la lista contiene solo formazioni esogeologiche ufficialmente riconosciute da tale istituzione.
I montes della Luna portano il nome di catene montuose terrestri, di scienziati famosi, di nomi propri di varie culture o riprendono la denominazioni di crateri a loro vicini.
Inoltre, si conta un mons inizialmente battezzato dall'IAU e la cui denominazione è stata poi abrogata.

## Prospetto
| Mons                   | Eponimo                                                                                  | Latitudine | Longitudine | Diametro |
| ---------------------- | ---------------------------------------------------------------------------------------- | ---------- | ----------- | -------- |
| Mons Agnes             | Agnes - Nome proprio femminile greco.                                                    | 18,6° N    | 5,3° E      | 1 km     |
| Montes Agricola        | Georg Agricola - Scienziato tedesco (1490-1555).                                         | 29,1° N    | 54,2° W     | 141 km   |
| Montes Alpes           | Alpi - Catena montuosa posta tra la penisola italiana e il resto d'Europa.               | 46,4° N    | 0,8° W      | 281 km   |
| Mons Ampère            | André-Marie Ampère - Fisico francese (1775-1836).                                        | 19° N      | 4° W        | 30 km    |
| Mons Amundsen          | Roald Amundsen - Esploratore norvegese (1872-1928).                                      | 82,57° S   | 75,71° E    | 38 km    |
| Mons André             | André - Nome proprio maschile francese.                                                  | 5,2° N     | 120,6° E    | 10 km    |
| Montes Apenninus       | Appennini - Catena montuosa che attraversa la penisola italiana.                         | 18,9° N    | 3,7° W      | 401 km   |
| Montes Archimedes      | Archimedes - Dall'omonimo cratere.                                                       | 25,3° N    | 4,6° W      | 163 km   |
| Mons Ardeshir          | Artaserse - Nome teoforico maschile persiano.                                            | 5° N       | 121° E      | 8 km     |
| Mons Argaeus           | Argaios - Il nome latino dell'odierno Erciyes Dağı in Cappadocia.                        | 19° N      | 29° E       | 50 km    |
| Mons Bradley           | James Bradley - Astronomo inglese (1693-1762).                                           | 22° N      | 1° E        | 30 km    |
| Mons Cabeus            | Cabeus - Dall’omonimo cratere.                                                           | 83,67° S   | 36,16° W    | 43 km    |
| Montes Carpatus        | Carpazi - Catena montuosa dell'Europa centro-orientale.                                  | 14,5° N    | 24,4° W     | 361 km   |
| Montes Caucasus        | Caucaso - Catena montuosa posta tra il mar Nero e il mar Caspio.                         | 38,4° N    | 10° E       | 445 km   |
| Montes Cordillera      | Cordillera - Termine spagnolo per catena montuosa.                                       | 17,5° S    | 81,6° W     | 574 km   |
| Mons Delisle           | Delisle - Dall'omonimo cratere.                                                          | 29,5° N    | 35,8° W     | 30 km    |
| Mons Dieter            | Dieter - Nome proprio maschile tedesco.                                                  | 5° N       | 120,2° E    | 20 km    |
| Mons Dilip             | Dilip - Nome proprio maschile hindi.                                                     | 5,6° N     | 120,8° E    | 2 km     |
| Mons Esam              | Esam - Nome proprio maschile arabo.                                                      | 14,6° N    | 35,7° E     | 8 km     |
| Mons Ganau             | Ganau - Nome proprio maschile africano.                                                  | 4,8° N     | 120,6° E    | 14 km    |
| Mons Gruithuisen Delta | Gruithuisen - Dall'omonimo cratere.                                                      | 36° N      | 39,5° W     | 20 km    |
| Mons Gruithuisen Gamma | Gruithuisen - Dall'omonimo cratere.                                                      | 36,6° N    | 40,5° W     | 20 km    |
| Mons Hadley Delta      | Mons Hadley - Dall'omonimo mons.                                                         | 25,8° N    | 3,8° E      | 15 km    |
| Mons Hadley            | John Hadley - Matematico inglese (1682-1744).                                            | 26,5° N    | 4,7° E      | 25 km    |
| Montes Haemus          | Haemus - Il nome latino degli odierni Balcani.                                           | 19,9° N    | 9,2° E      | 560 km   |
| Mons Hansteen          | Hansteen - Dall'omonimo cratere.                                                         | 12,1° S    | 50° W       | 30 km    |
| Montes Harbinger       | Harbinger - Precursori (in lingua inglese: harbinger) dell'alba sul cratere Aristarchus. | 27° N      | 41° W       | 90 km    |
| Mons Heng              | Monte Heng - Una delle Cinque Grandi Montagne cinesi.                                    | 42,56° N   | 52,12° W    | 10,6 km  |
| Mons Herodotus         | Herodotus - Dall'omonimo cratere.                                                        | 27,5° N    | 53° W       | 5 km     |
| Mons Hua               | Monte Hua - Una delle Cinque Grandi Montagne cinesi.                                     | 45,71° N   | 52,26° W    | 65 km    |
| Mons Huygens           | Christiaan Huygens - Astronomo olandese (1629-1695).                                     | 20° N      | 2,9° W      | 40 km    |
| Montes Jura            | Giura - Massiccio montuoso a nord-ovest delle Alpi.                                      | 47,1° N    | 34° W       | 422 km   |
| Mons Kocher            | Emil Theodor Kocher - Chirurgo svizzero (1841-1917).                                     | 85,46° S   | 118,06° W   | 67 km    |
| Mons La Hire           | Philippe de La Hire - Matematico francese (1640-1718).                                   | 27,8° N    | 25,5° W     | 25 km    |
| Mons Latreille         | Pierre André Latreille - Entomologo francese (1762-1833).                                | 18,47° N   | 61,92° E    | 6,4 km   |
| Mons Malapert          | Malapert - Dall'omonimo cratere.                                                         | 85,98° S   | 1,67° W     | 67 km    |
| Mons Maraldi           | Maraldi - Dall'omonimo cratere.                                                          | 20,3° N    | 35,3° E     | 15 km    |
| Mont Blanc             | Monte Bianco - La vetta principale delle Alpi.                                           | 45° N      | 1° E        | 25 km    |
| Mons Moro              | Anton Lazzaro Moro - Scienziato italiano (1687-1764).                                    | 12° S      | 19,7° W     | 10 km    |
| Mons Mouton            | Melba Roy Mouton - Matematica statunitense (1929-1990).                                  | 84,60° S   | 31° E       | 130 km   |
| Mons Penck             | Albrecht Penck - Geografo tedesco (1858-1945).                                           | 10° S      | 21,6° E     | 30 km    |
| Mons Pico              | Pico - Termine spagnolo per picco.                                                       | 45,7° N    | 8,9° W      | 25 km    |
| Mons Piton             | Monte Piton - Vetta dell'isola di Tenerife.                                              | 40,6° N    | 1,1° W      | 25 km    |
| Montes Pyrenaeus       | Pirenei - Catena montuosa posta tra la penisola iberica e il resto d'Europa.             | 15,6° S    | 41,2° E     | 164 km   |
| Montes Recti           | Recti - Termine latino per allineati.                                                    | 48° N      | 20° W       | 90 km    |
| Montes Riphaeus        | Riphaeus - Il nome latino degli odierni Urali tra Asia e Europa.                         | 7,7° S     | 28,1° W     | 189 km   |
| Montes Rook            | Lawrence Rooke - Astronomo inglese (1622-1666).                                          | 20,6° S    | 82,5° W     | 791 km   |
| Mons Rümker            | Carl Ludwig Christian Rümker - Astronomo tedesco (1788-1862).                            | 40,8° N    | 58,1° W     | 70 km    |
| Montes Secchi          | Secchi - Dall'omonimo cratere.                                                           | 3° N       | 43° E       | 50 km    |
| Mons Song              | Monte Song - Una delle cinque montagne sacre del Taoismo.                                | 43,64° S   | 153,37° W   | 114 km   |
| Montes Spitzbergen     | Spitsbergen - La maggiore delle isole Svalbard, nonché monti aguzzi in tedesco.          | 35° N      | 5° W        | 60 km    |
| Mons Tai               | Monte Tai - La più importante delle cinque montagne sacre taoiste della Cina.            | 44,56° S   | 175,83° E   | 24 km    |
| Montes Taurus          | Tauri - Tratto orientale della catena alpina.                                            | 28,4° N    | 41,1° E     | 172 km   |
| Montes Teneriffe       | Tenerife - La maggiore delle isole Canarie.                                              | 47,1° N    | 11,8° W     | 182 km   |
| Mons Usov              | Mikail Antonovich Usov - Geologo russo (1883-1939).                                      | 12° N      | 63° E       | 15 km    |
| Mons Vinogradov        | Alexander Pavlovich Vinogradov - Geochimico sovietico (1895-1975).                       | 22,4° N    | 32,4° W     | 25 km    |
| Mons Vitruvius         | Vitruvius - Dall'omonimo cratere.                                                        | 19,4° N    | 30,8° E     | 15 km    |
| Mons Wolff             | Christian Wolff - Filosofo tedesco (1679-1754).                                          | 17° N      | 6,8° W      | 35 km    |

## Nomenclatura abolita
| Mons       | Eponimo                                   | Latitudine | Longitudine | Diametro | Motivazione                                       |
| ---------- | ----------------------------------------- | ---------- | ----------- | -------- | ------------------------------------------------- |
| Mons Euler | Eulero - Matematico svizzero (1707-1783). | 23,3° N    | 29,2° W     | 27 km    | Denominazione mutata nel 1977 in Mons Vinogradov. |